# Lunain
Lunain é um rio localizado na França.